# Шевцова, Ирина Геннадьевна
Ири́на Генна́дьевна Шевцо́ва (род. 18 февраля 1983, Минеральные Воды) — российский математик, доктор физико-математических наук, профессор кафедры математической статистики факультета ВМК МГУ.

## Биография
Окончила с золотой медалью гимназию № 103 в Минеральных Водах (1999), факультет вычислительной математики и кибернетики МГУ с отличием (2004). Обучалась в аспирантуре факультета ВМК (2004—2006).
Защитила диссертацию «Уточнение структуры оценок скорости сходимости в центральной предельной теореме для сумм независимых случайных величин» (научный руководитель В. Ю. Королёв) на степень кандидата физико-математических наук (2006).
Защитил диссертацию «Оптимизация структуры моментных оценок точности нормальной аппроксимации для распределений сумм независимых случайных величин» (научный консультант В. Ю. Королёв) на степень доктора физико-математических наук (2013).
В Московском университете работает с 2006 года в должностях: ассистента (2006—2011), доцента (с 2011) на кафедре математической статистики факультета ВМК.
Лауреат стипендии Президента РФ для аспирантов (2006), стипендии ВМК для молодых учёных и преподавателей (2008, 2012, 2015), конкурса научных работ молодых учёных МГУ (2007), стипендии МГУ для молодых учёных и преподавателей, добившихся значительных успехов в научной и педагогической деятельности (2010, 2011, 2013, 2014). Награждена золотой медалью за победу в I Всероссийском конкурсе «Отмеченная работа молодого исследователя в области прикладной и промышленной математики» (2007). Лауреат конкурса Европейской академии для молодых учёных (2010). Победительница конкурса на присуждение грантов для поддержки талантливых студентов, аспирантов и молодых учёных МГУ (2010, 2011, 2014), грантов Президента для молодых учёных — кандидатов наук (2008—2009, 2010—2011, 2012—2013), для молодых учёных — докторов наук (2015—2016, 2017—2018). Лауреат премии издательства МАИК Наука/Интерпериодика за лучшие публикации в издаваемых ею журналах (2014). Лауреат конкурса на присуждение медалей Российской академии наук с премиями для молодых учёных (2015). Лауреат Премии Правительства Москвы для молодых учёных (2017). Лауреат премии имени И. И. Шувалова (2019).
Область научных интересов: предельные теоремы теории вероятностей, оценки скорости сходимости, аналитические методы теории вероятностей. Ряд работ посвящён уточнению оценок скорости сходимости в центральной предельной теореме для сумм независимых случайных величин при различныхмоментных условиях, а также изучению правильных и асимптотически правильных постоянных в этих оценках. В частности, уточнена верхняя оценка абсолютной постоянной в классическом неравенстве Берри-Эссена, получены двусторонние оценки для асимптотически правильных постоянных в аналогах неравенства Берри-Эссена при отсутствии третьего момента.
Основные научные достижения связаны с развитием теории стохастической томографии и вейвлет-анализа. Получены новые pезультаты по проблеме восстановления вероятностных характеристик случайных функций по характеристикам проекций. Получены некоторые оценки точности реконструкции томографических изображений при использовании конечного числа проекций. Доказаны новые предельные теоремы для оценок среднеквадратичной погрешности при использовании вейвлет-разложения для обращения линейных однородных операторов и преобразования Радона.
Автор 2-х книг и более 70 научных статей.